# Jaugino
En physique des particules, un jaugino (graphie anglaise gaugino) est le superpartenaire hypothétique d'un boson de jauge, prévu par la théorie de jauge combiné avec la supersymétrie. Ce sont des fermions.
Dans l'extension supersymétrique minimale du modèle standard, les jauginos sont :
- le gluino est le superpartenaire du gluon, et par conséquent porte une charge de couleur ;
- le wino est le superpartenaire du boson W ;
- le xino est le superpartenaire du boson X ;
- le yino est le superpartenaire du boson Y ;
- le bino est le superpartenaire du boson de jauge correspondant à l'hypercharge faible. Il se mélange avec un des jauginos correspondant à l'isospin faible pour donner le photino et le zino ;
- le zino est le superpartenaire du boson Z ;
- le photino est le superpartenaire du photon.

Dans les théories de la supergravité, le superpartenaire du graviton (une particule elle aussi hypothétique) est le gravitino.
Les jauginos se mélangent avec les higgsinos pour former des combinaisons linéaires ("état propre de masse") appelés neutralinos (neutre) et charginos (chargé). Le neutralino est stable, c'est un WIMP et un candidat pour la matière noire.